# Kasimov
Kasimov (Russisch: Касимов) is een stad in de Russische oblast Rjazan. De stad ligt aan de Oka en heeft ruim 30.000 inwoners (2017). De stad werd gesticht in de 12e eeuw. 

## Geografie
De stad ligt in het oosten van de Mesjtsjoravlakte op 130 meter boven zeeniveau. De ligging is ongeveer 150 km noordoost van de oblasthoofdstad Rjazan en 260 km zuidoost van Moskou, aan de linkeroever van de Oka, een zijrivier van de Wolga. Dicht bij de stad ligt het biosfeerreservaat Okski.

## Geschiedenis

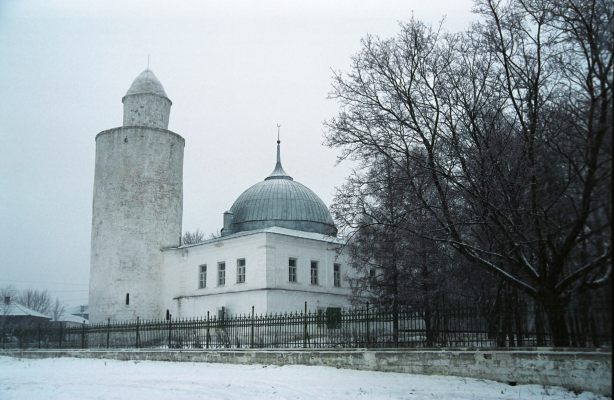
Moskee en minaret in Kasimov

De stad werd in 1152 door Joeri Dolgoroeki gesticht als Gorodets-Mesjtsjorski, een grensvesting van het Vorstendom Vladimir-Soezdal, vernoemd naar het volk van de Mesjtsjera.
In 1376 werd de stad door troepen van de Gouden Horde verwoest. Daarna werd ze echter in de nabijheid als Novy Nisovi Gorod (Nieuwe vestiging) weer opgebouwd.
In 1452 kwam het onder controle van de Moskouse grootvorst Vasili II van Moskou, nadat de Tataarse vorst Qasıym (Russisch: Касим, Kassim) naar Moskou was overgelopen. De plaats werd daarna hernoemd naar Kasimov. Na de verovering van Kazan in 1552 door Ivan de Verschrikkelijke werd de laatste heerser van dat kanaat naar Kasimov gedeporteerd. 
Tot 1681 bleef de stad onder Tataarse dynastieën centrum van het autonome Kanaat Kasimov. Onder tsaar Peter I verloor de stad haar onafhankelijkheid, ze hoorde voortaan bij de provincie Pereslavl-Rjazan. In 1778 verkreeg ze van het Gouvernement Rjazan stadsrechten als centrum van enkele Oejezds. In de eerste helft van de 19e eeuw begon zich er een visverwerkende industrie te ontwikkelen, gebaseerd op de plaatselijke visserij. Bij de volkstelling van 1897 bleek dat nog ongeveer 1/6 van de bevolking Tataars sprak. 
De bevolking bestaat begin 21e eeuw vooral uit Russen, met een Tataarse minderheid.

### Bevolkingsontwikkeling
| Jaar | aantal inwoners |
| ---- | --------------- |
| 1897 | 13.547          |
| 1926 | 13.000          |
| 1939 | 22.198          |
| 1959 | 27.855          |
| 1970 | 33.066          |
| 1979 | 34.216          |
| 1989 | 37.521          |
| 2002 | 35.816          |
| 2010 | 33.491          |
| 2017 | 30.696          |

(1926 afgerond)

## Cultuur en bezienswaardigheden

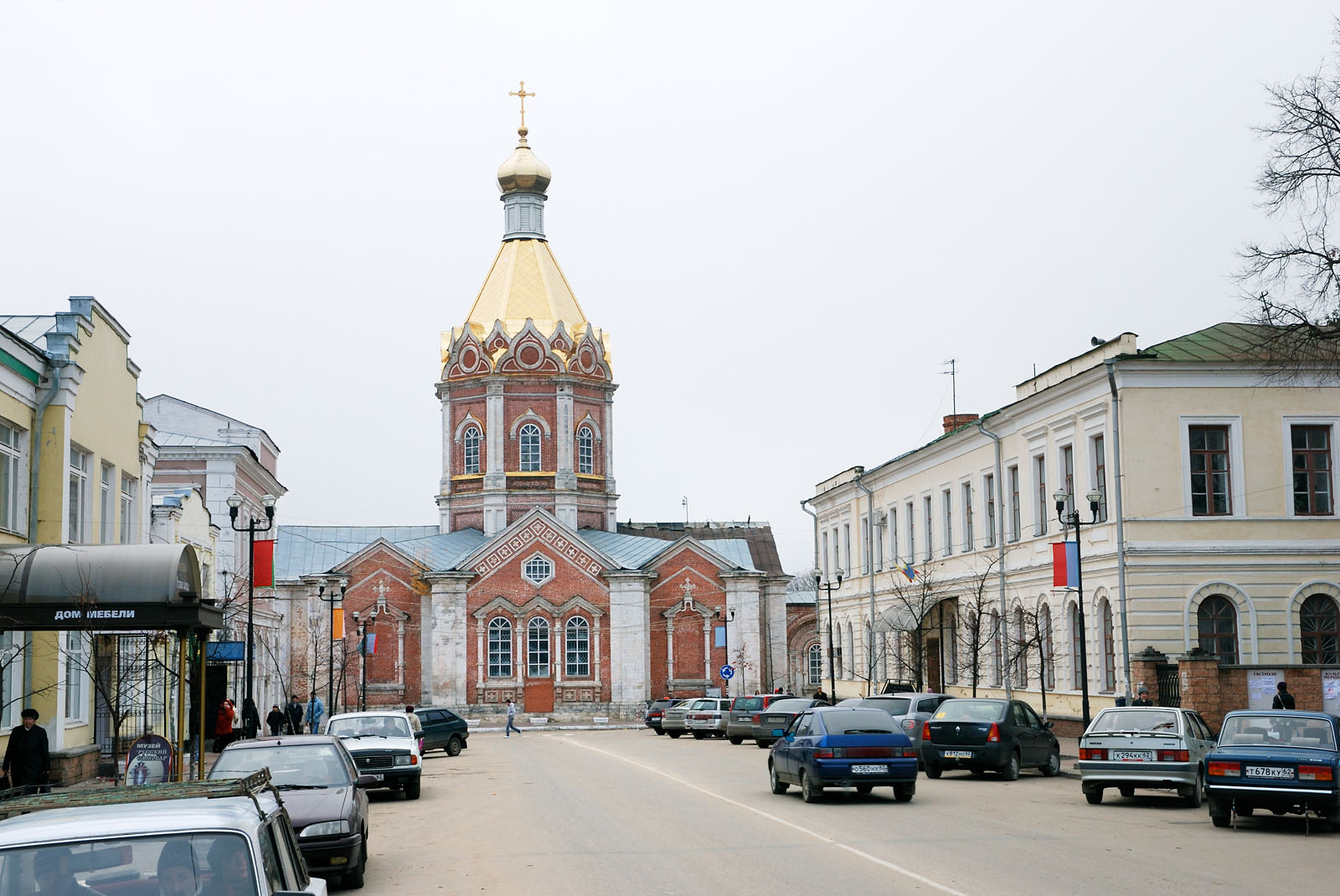
Hemelvaartskathedraal

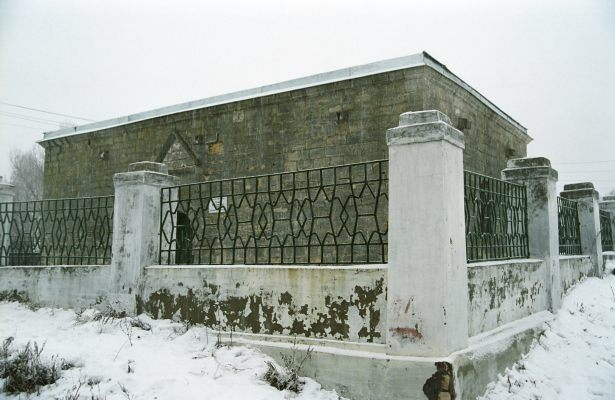
Mausoleum van Shah Ali Khan

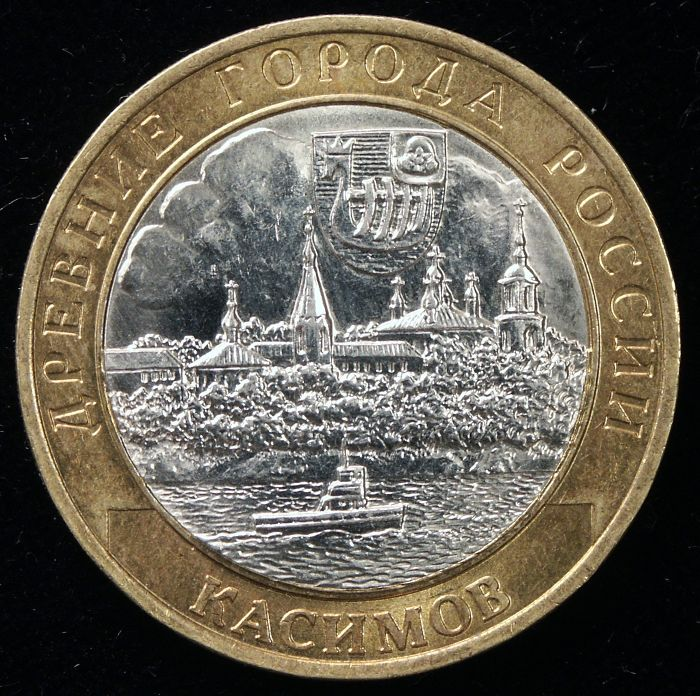
Kasimov op een russische munt van 2003

Kasimov is de verst in centraal-Rusland gelegen stad met historische islamitische gebouwen. Er staat een moskee uit de 18e eeuw, gebouwd op fundamenten uit de 15e eeuw. De minaret dateert uit de 15e/16e eeuw en werd in 1740 verbouwd. Hier bevindt zich ook het Mausoleum van Shah Ali Khan uit 1555, met minaret, en van Sultan Afgan Mohammed uit 1658.
Ook zijn er Russisch-Orthodoxe Kerken: de Hemelvaartskathedraal (Вознесенский собор) uit de 19e eeuw; de Kerk van de verschijning van de Heer (Богоявленская церковь); de Nikolaikerk (Никольская церковь) en de Drievuldigheitskerk (Троицкая церковь) uit de 18e eeuw.
Kasimov heeft een streekmuseum.

## Economie en infrastructuur
In Kasimov staat een fabriek die visnetten produceert, voortgekomen uit een zeilenfabriek uit 1853. Deze produceert ruim 30% van de netten die voor de Russische zeevisserij nodig zijn. Er is een belangrijk metaalbewerkingsbedrijf, dat zich bezig houdt met de raffinage en verwerking van goud, zilver, platina en palladium. Voorts zijn er bedrijven die zich bezighouden met apparatenbouw, koeltechniek, houtverwerking, een reparatiewerf voor schepen, een textielfabriek en een baksteenfabriek. De stad is het eindpunt van een 69 Kilometer lange spoorlijn die bij het station Oesjinski van de lijn Moskou-Rjazan–Roesajevka–Sisran aftakt. Het station ligt 8 km buiten de stad, op de tegenoverliggende oever van de Oka. Hiervandaan rijden forensentreinen naar Sjilovo.
Kasimov is eindpunt van de regionale weg R-105 van Ljoebertsy bij Moskou via Spas-Klepiki, de R-124 vanuit Sjazk en de R-125 vanuit Nizjni Novgorod via Moerom. Er is een rivierhaven die onder andere wordt aangedaan door cruiseschepen uit Moskou.

## Geboren in Kasimov
- Anna Hansen (1869–1942), vertaalster
- Frol Koslov (1908–1965), sovjet-politicus
- Jevgeni Markin (1938–1979), dichter (geboren in nabije dorp Kletino)
- Aleksandr Makarov (* 1951), atleet
- Vladimir Oetkin - ingenieur, gespecialiseerd in rakettechnologie
- Vladimir Aksjonov - kosmonaut, Held van de Sovjet-Unie